# Prissila Howard
Prissila Stephany Howard Neira (sinh ngày 21 tháng 9 năm 1991) là một người mẫu Peru, người dẫn chương trình truyền hình và nữ hoàng nhan sắc của cuộc thi sắc đẹp. Cô đoạt giải Hoa hậu Peru 2017 và trở thành đại diện cho Peru tham gia cuộc thi Hoa hậu Hoàn vũ 2017.

## Đầu đời
Howard sinh ra ở Piura nhưng lớn lên tại Lima. Cô học và tốt nghiệp ngành Quản trị Nhân sự và Kinh doanh tại Universidad Peruana de Ciencias Aplicadas.

## Hoa hậu thiếu niên Peru 2009
Năm 2009, Howard tham gia cuộc thi Hoa hậu Teen Peru 2009, cuộc thi mà cô được trao danh hiệu Hoa hậu Thanh lịch và Hoa hậu Catwalk tốt nhất.

## Hoa hậu Teen del Pacifico 2010
Năm 2010, Howard thắng giải Hoa hậu Teen del Pacifico.

## Hoa hậu Peru 2016
Howard xếp ở thứ hạng Á hậu 1 khi tranh tài trong cuộc thi Hoa hậu Peru 2016 và theo truyền thống thì Á hậu 1 đại diện cho đất nước của cô tại cuộc thi Hoa hậu Hòa bình Quốc tế 2016 được tổ chức tại Westgate Las Vegas Resort & Casino ở Las Vegas, Nevada.

## Hoa hậu Hòa bình Quốc tế 2016
Howard đại diện cho Peru tham gia cuộc thi Hoa hậu Hòa bình Quốc tế 2016 được tổ chức tại Las Vegas vào ngày 25 tháng 10 năm 2016, cuộc thi mà cô lọt vào top 10 thí sinh chung cuộc, tức vòng bán kết.

## Hoa hậu Peru 2017
Howard được công bố là thí sinh chiến thắng cuộc thi hoa hậu Hoa hậu Peru 2017 vào ngày 12 tháng 9 năm 2017 và sau đó thi đấu tại cuộc thi Hoa hậu Hoàn vũ 2017.

## Hoa hậu Hoàn vũ 2017
Howard đại diện cho Peru tại Hoa hậu Hoàn vũ 2017 nhưng cô đã thất bại khi không lọt được vào Top 16 thí sinh bán kết.